# 源雅信
源 雅信（みなもと の まさのぶ/まさざね、延喜20年〈920年〉 - 正暦4年〈ユリウス暦993年〉）は、平安時代中期の貴族。宇多源氏、式部卿・敦実親王の三男。官位は従一位・左大臣、贈正一位。一条左大臣又は鷹司左大臣と号した。

## 経歴
朱雀朝の承平6年（936年）臣籍降下して二世王待遇の蔭位により従四位下に直叙され、天慶元年（938年）侍従に任官する。天慶5年（942年）右近衛権中将に任ぜられると、天慶8年（945年）従四位上、天暦2年（948年）蔵人頭と昇進し、天暦5年（951年）には参議に任ぜられ公卿に列した。議政官として、治部卿・左兵衛督などを兼帯し、天暦9年（955年）に正四位下、応和2年には（962年）従三位、康保5年（968年）に正三位へと累進した。
円融天皇が安和2年（969年）に即位するとその信任を得て急速に昇進し、天禄元年（970年）権中納言ついで中納言、天禄3年（972年）には大納言に昇任されている。貞元2年（977年）右大臣。
貞元2年（977年）関白・藤原兼通が没すると、翌貞元3年（978年）10月、左大臣を兼ねる関白・藤原頼忠は太政大臣に、雅信は左大臣に、故兼通に冷遇されていた同母弟・藤原兼家は右大臣にそれぞれ昇進した。円融天皇は頼忠・兼家を牽制して自らの親政の実を挙げようとする狙いから、雅信に一上としての職務を行わせようとする。天元5年（982年）正月に除目と叙位を行った際、円融天皇は関白の頼忠に対して決定内容を蔵人・藤原宣孝に報告させたのみで、実際の決定に参加させなかった。このために頼忠は抗議して欠席したが、これに対して天皇は雅信に上卿としてその実施を命じて頼忠の抗議を無視している。この傾向は雅信が東宮傅を務めた花山天皇の即位後も続き、永観2年（984年）の花山朝での初めての除目および別当定は、新天皇が円融上皇に相談の後に頼忠には相談せずにそのまま雅信に実施させている。この結果、頼忠は政務への参加を厭うようになり、花山朝における太政官は外戚である権中納言・藤原義懐が主導し、左大臣・源雅信が一上として官奏を行う（官奏候侍者）、あるいは宣旨・官符を実施するようになった。雅信は寛和元年（985年）以後、高齢による足腰の不調を訴えるようになるが、それでもなお忠実に政務を執行し、公事の運営に精励して失誤は少なかった。
さらに、雅信が一上として太政官を運営する体制は一条天皇が即位し、藤原兼家が摂政に就任したあとも継続された。その象徴が永祚元年（989年）3月に予定されていた一条天皇の春日大社（藤原氏の氏社）行幸が、陰陽頭・賀茂光栄の勘文を受けた円融法皇の命令で延期の宣旨が出された事件である。その際、兼家以下藤原氏出身の公卿・弁官がこれに反発してことごとく命令を忌避するなか、雅信を上卿として奉行し、雅信四男の右少弁・源扶義の名前で宣旨が発給されている。兼家が摂政として全権を振るうには雅信の存在は明らかに障害ではあったが、昌泰の変の菅原道真、安和の変の源高明、源兼明の皇族復帰の時と違って、雅信を排除するだけの名目を見つけることができなかった。具体的には、道真（斉世親王）や高明（為平親王）は有力皇族と姻戚関係があり、兼明はもともと親王であったために排除の理由は簡単に見つけられたが、雅信の場合にはそのいずれでもなかった。兼家が右大臣の職を辞して大臣の地位を帯びない摂政となった背景には、左大臣雅信よりも下位の議政官の地位から解放されることで政治的優位を確保しようとした意図が想定される。
この間、花山・一条・三条の3天皇の皇太子時代に東宮傅を務める。雅信の願いは、この関係を利用して自慢の娘の源倫子を天皇の后妃にすることであった。ところが花山天皇は藤原兼家の策動で退位してしまう。さらに永延元年（987年）になって、その兼家の四男である藤原道長から倫子への求婚がなされる。『栄花物語』によれば、初め雅信は摂関家の子弟とはいっても、兄である道隆や道兼らがいる以上出世は望み薄で、しかも倫子よりも2歳も年下である道長では全く相手にならないと考えていた。だが、その事を倫子の生母でもある正室・藤原穆子に相談したところ、彼女は夫の意見に猛反対した。当時の一条天皇は道長よりも更に14歳も年下、それより4歳年上ではあったが春宮・居貞親王（のち三条天皇）も入内させるとしては早すぎである。雅信が望むように倫子が宮中に入って子供を生むよりも、実力者の息子である道長の出世の方がまだ可能性があると主張して、強引に倫子を道長に嫁がせてしまった。これには雅信も道長の父の兼家も唖然としたという。
なお、倫子の年齢からすれば、藤原頼忠・兼家に対抗して彼女を円融天皇に入内させることも可能であったのに入内させなかったこと、穆子以外の女性との間に倫子の異母姉がいたにもかかわらずこちらも入内させていないこと（そのうちの1人は歌人として知られる藤原実方を生んでいる）、また倫子の妹の方が年齢的には后妃の候補者になり得るのにこちらも入内せず藤原道綱に嫁いでいることなどを挙げて、倫子の入内計画を『栄花物語』の創作であるとし、雅信と兼家の間で政略結婚の構想があったと考える研究者もいる。
正暦2年（991年）弟の重信が右大臣に就任し、雅信が死没するまで兄弟で左右大臣を務めている。正暦4年（993年）5月より病気のため勅許を得ないまま辞官。7月28日に出家して翌29日死去した。享年74。最終官位は従一位左大臣。祖父の宇多天皇や父の敦実親王ゆかりの仁和寺に葬られた。
雅信は道長の出世を確信する妻・穆子の主張が本当に正しいのか確信が持ち得ないままに没したが、2年後の長徳元年（995年）道長は内覧藤氏長者となって、穆子の判断が正しかったことを世の人々は知ることになった。道長の正室となった倫子は頼通、教通、一条天皇中宮彰子、三条天皇中宮妍子、後一条天皇中宮威子、後朱雀天皇の御息所嬉子の生母となった。

## 人物
父の敦実親王が琵琶の名手として有名で、その影響か雅信自身も「音楽堪能、一代の名匠なり」といわれるほどの達人で「源家根本朗詠七首」などを定め、後世に朗詠の祖とまで言われるようになった。他にも有職故実や和歌、蹴鞠にも通じていたといわれている。その一方で村上天皇の治世に侍従として天皇の側で仕えていたが「仕事中には公務の事しか口にしない堅物」だとして村上天皇からはやや敬遠されたともいわれている。『大鏡』によれば、「南無八幡大菩薩 南無金峯山金剛蔵王 南無大般若波羅蜜多心経」との念誦を毎日100回おこなうことを日課にしていたという。

## 官歴
注記のないものは『公卿補任』による。
- 承平3年（933年）

12月14日：昇殿。
- 承平6年（936年）

正月7日：従四位下に叙す（直叙）
- 天慶元年（938年）

12月14日：侍従に任ず。
- 天慶5年（942年）

3月29日：右近衛権中将に任ず。
- 天慶6年（943年）

2月27日：大和権守を兼ねる。
- 天慶8年（945年）

正月11日：従四位上に昇叙。
- 天慶9年（946年）

4月26日：村上天皇の即位にともないあらためて昇殿を許される。
- 天慶10年（947年）

2月1日：大和権守を解任される。
- 天暦2年（948年）

2月19日：蔵人頭となる。
- 天暦3年（949年）

正月24日：近江権守を兼ねる。
- 天暦4年（950年）

7月23日：春宮亮を兼ねる（ときの皇太子は憲平親王）
- 天暦5年（951年）

正月30日：参議に昇進。ひきつづき昇殿を許される。
- 天暦6年（953年）

正月11日：伊予権守を兼ねる。
- 天暦9年（955年）

12月22日：正四位下に昇叙（朔旦冬至に叙位を実施する慣例による）。
- 天暦10年（956年）

日付不詳：伊予権守を解任される。
- 天徳2年（958年）

正月30日：近江権守を兼ねる。
閏7月28日：治部卿を兼ねる。
- 応和2年（962年）

正月7日：従三位に昇叙。
日付不詳：近江権守を解任される。
- 応和3年（963年）

正月28日：播磨権守を兼ねる。
- 康保4年（967年）

日付不詳：播磨権守を解任される。
5月15日：左兵衛督を兼ねる。
- 康保5年（968年）

6月14日：治部卿を解任される。
11月14日：播磨守を兼ねる（弟の重信から譲られたもの）。左兵衛督を解任される。
11月23日：正三位に昇叙（冷泉天皇の大嘗会において播磨国が主基国に定められたことの褒賞）。
- 安和2年（969年）

11月11日：左衛門督を兼ねる。
- 安和3年（970年）

正月25日：備前権守を兼ねる。
正月27日：権中納言に昇進。
2月2日：左衛門督元の如し。
8月5日：中納言に昇進。按察使を兼ねる。
- 天禄3年（972年）

正月24日：大納言に昇進。按察使元の如し。
2月15日：大納言として着座の儀式を行なう。
- 天延3年（975年）

正月26日：按察使を大納言藤原兼家に譲る。
- 貞元2年（977年）

正月7日：従二位に昇叙。
4月24日：右大臣に昇進。
6月14日：右大臣を辞退したが許可されなかった。
12月9日：東宮傅を兼ねる（ときの皇太子は師貞親王）。
- 貞元3年（978年）

10月2日：左大臣に昇進。東宮傳元の如し。
- 天元2年（979年）

3月28日：正二位に昇叙（石清水八幡宮への行幸に供奉したことの褒賞）。
- 永観2年（984年）

8月27日：花山天皇（師貞親王）の践祚にともない東宮傳を解任される。皇太子懐仁親王の東宮傳となる。
10月10日：従一位に昇叙されるべきところを辞退する。代わりに息子の時中を正四位下に昇叙。
- 寛和2年（986年）

正月26日：輦車に乗ったまま待賢門を出入りすることを許される。
6月23日：一条天皇（懐仁親王）の践祚にともない東宮傳を解任される。
7月16日：皇太子居貞親王の東宮傳となる。
7月23日：従一位に昇叙されるべきところを辞退する。代わりに甥の致方を正四位下に昇叙。
- 寛和3年（987年）

正月7日：従一位に昇叙。
- 永延3年（989年）

7月某日：牛車宣旨（牛車に乗ったまま参内することを許される）。
- 正暦4年（993年）

5月某日：病により左大臣を辞退するが、許可されなかった。
7月28日：勅許のないまま出家。
7月29日：死去。正一位を追贈される。

## 系譜
- 父：敦実親王
- 母：藤原時平の娘
  - 同母兄弟：源寛信
  - 同母兄弟：源重信（922-995）

- 妻：源公忠の娘
  - 長男：源時中（943-1002） - 子孫は羽林家の庭田家等
  - 男子：済信（954-1030）
- 妻：藤原穆子 - 藤原朝忠の娘
  - 次男：源時通（965-?）
  - 八男：源時叙（寂源）（?-1024）
  - 男子：源時方 - 子孫は半家の五辻家等
  - 女子：源倫子（964-1053） - 藤原道長北政所、藤原彰子母、従一位
  - 女子：中の君（?-1000） - 藤原道綱室
- 妻：藤原元方の娘
  - 四男：源扶義（951-998） - 子孫は近江源氏・佐々木氏
  - 男子：源通義（?-998）
- 妻：寝殿の上（藤原為光の娘）
- 生母不明の子女：
  - 男子：済時
  - 女子：致平親王室
  - 女子：藤原定時室

雅信の子孫は後世、庭田・綾小路・五辻・大原・慈光寺の諸家に分かれて公家として名を残す一方、参議兼近江守だった四男扶義の子孫が近江に定着して、武士の佐々木氏へと展開し、その後の日本の歴史に深くかかわることになる。

## 関連作品
- 『光る君へ』（2024年、NHK大河ドラマ、演：益岡徹）